# Alan Krueger
Alan Bennett Krueger (17 tháng 9 năm 1960 – 16 tháng 3 năm 2019) là một nhà kinh tế người Mỹ, là Giáo sư Kinh tế Chính trị James Madison tại Đại học Princeton và Phó Nghiên cứu tại Cục Nghiên cứu Kinh tế Quốc gia. Ông từng là Trợ lý Bộ trưởng Bộ Tài chính Chính sách Kinh tế, được Tổng thống Barack Obama đề cử, từ tháng 5 năm 2009 đến tháng 10 năm 2010, khi ông trở lại Princeton. Ông được Obama đề cử vào năm 2011 với tư cách là chủ tịch Hội đồng Cố vấn kinh tế của Nhà Trắng và phục vụ tại cương vị này từ tháng 11 năm 2012 đến tháng 8 năm 2013. Ông nằm trong số 50 nhà kinh tế được xếp hạng cao nhất trên thế giới theo Báo cáo nghiên cứu về kinh tế.

## Cuộc sống và giáo dục ban đầu
Krueger lớn lên trong một gia đình Do Thái  tại Livingston, New Jersey và tốt nghiệp trường Trung học Livingston năm 1979.
Krueger đã nhận bằng Cử nhân Khoa học từ Đại học Cornell của công nghiệp và Quan hệ Lao động (loại ưu), và ông nhận bằng thạc sĩ và Ph.D. Kinh tế từ Đại học Harvard năm 1985 và 1987.

## Nghề nghiệp
Krueger đã phát triển và áp dụng phương pháp thí nghiệm tự nhiên  để nghiên cứu ảnh hưởng của giáo dục đến thu nhập, mức lương tối thiểu đối với việc làm và các vấn đề khác.
Krueger đã so sánh công việc nhà hàng ở New Jersey, nơi đã tăng mức lương tối thiểu, với công việc nhà hàng ở Pennsylvania, nhưng không, và thấy rằng việc làm nhà hàng ở New Jersey tăng lên, trong khi nó giảm ở Pennsylvania. Các kết quả đã tái sinh cuộc tranh luận học thuật về hiệu quả việc làm của tiền lương tối thiểu và sản sinh ra một lượng tài liệu lớn.

Những cuốn sách của ông, Education Matters: Selected Essays by Alan B. Kruegerr và (với James Heckman) Inequality in America: What Role for Human Capital Policies? xem xét các nghiên cứu có sẵn liên quan đến các yếu tố bên ngoài tích cực tích lũy cho xã hội từ sự gia tăng đầu tư của chính phủ trong việc giáo dục trẻ em của người nghèo. Trong Inequality in America, ông viết:
I would emphasize that I do not envision investment in human capital development as the sole component of a program to address the adverse consequences of income inequality. It is part of the solution, but not the whole solution. In principle, the optimal governmental policy regarding income inequality would employ multiple instruments, up to the point at which the social benefit per additional dollar of cost of each instrument is equal across all instruments.

 Trong cuốn sách What Makes a Terrorist: Economics and the Roots of Terrorism (2007), ông đã viết rằng: trái ngược với giả định rằng những kẻ khủng bố đến từ những môi trường nghèo khó, vô học, những kẻ khủng bố thường đến từ tầng lớp trung lưu, có trình độ đại học.
Năm 1994–1995, ông là Chuyên gia kinh tế trưởng tại Bộ Lao động Hoa Kỳ. Ông đã nhận được Giải thưởng Kershaw, Giải thưởng Mahalanobis và Giải thưởng IZA (với Thẻ David) và là thành viên của Viện Hàn lâm Khoa học và Nghệ thuật Hoa Kỳ, Hiệp hội Kinh tế Lao động, Hiệp hội Kinh tế và Khoa học Xã hội và Chính trị Hoa Kỳ. Ông là thành viên của Ủy ban Điều hành và Giám sát (ESC) của CERGE-EI, một tổ chức học thuật ở Praha, Cộng hòa Séc.
Vào ngày 7 tháng 3 năm 2009, ông được Tổng thống Barack Obama đề cử làm Trợ lý Bộ trưởng Bộ Tài chính về Chính sách Kinh tế. Vào tháng 10 năm 2010, ông tuyên bố từ chức khỏi Bộ Tài chính, để trở lại Đại học Princeton.
Vào ngày 29 tháng 8 năm 2011, ông được Obama đề cử làm Chủ tịch Hội đồng Cố vấn kinh tế Nhà Trắng, vào ngày 3 tháng 11 năm 2011, Thượng viện nhất trí xác nhận đề cử của ông.
Ông cũng xuất bản một số cuốn sách về các vấn đề liên quan đến giáo dục, thị trường lao động và phân phối thu nhập. Ông cũng được biết đến với công trình về Đường cong Kuznets môi trường. Từ năm 2000 đến 2006, ông đã viết cho chuyên mục Cảnh kinh tế của Thời báo New York.
Krueger đã ký một bản tóm tắt amici curiae 2018 bày tỏ sự hỗ trợ cho Đại học Harvard trong vụ kiện Sinh viên đòi tuyển sinh công bằng v. Harvard.

## Đời tư
Krueger đã kết hôn với Lisa Simon và có hai con.

## Cái chết và di sản
Krueger được tìm thấy đã chết tại nhà riêng ở Princeton vào ngày 16 tháng 3 năm 2019. Gia đình ông cho biết nguyên nhân cái chết là do tự sát. Trong một tuyên bố, cựu Tổng thống Obama nói rằng: "Alan là người sâu sắc hơn là con số trên màn hình và biểu đồ trên một trang", ông nói thêm, "Ông thấy chính sách kinh tế không phải là vấn đề của các lý thuyết trừu tượng, mà là một cách để khiến cuộc sống của mọi người được tốt hơn. " 